# Liste der Bodendenkmale in Jameln
In der Liste der Bodendenkmale in Jameln sind alle Bodendenkmale der niedersächsischen Gemeinde Jameln aufgelistet. Die Quelle ist der Denkmalatlas Niedersachsen. Der Stand der Liste ist der 5. Juli 2024.

## Allgemein
In den Spalten finden sich folgende Informationen des Bodendenkmales :
- Lage    : geographische Koordinaten
- Bezeichnung : Bezeichnung lt. Denkmalatlas
- Beschreibung: Beschreibung lt. Denkmalatlas
- ID     : Objekt-ID
- Bild    : Bild, ggf. zusätzlich mit Link zu weiteren Fotos im Medienarchiv Wikimedia Commons.

## Mehlfien
| Lage                        | Bezeichnung          | Beschreibung | ID       | Bild |
| --------------------------- | -------------------- | ------------ | -------- | ---- |
| 53° 2′ 15″ N, 10° 59′ 18″ O | Mehlfien 1, Landwehr |              | 38990439 | BW   |

## Teichlosen
| Lage                        | Bezeichnung            | Beschreibung | ID       | Bild |
| --------------------------- | ---------------------- | --- | -------- | ---- |
| 53° 2′ 26″ N, 10° 59′ 16″ O | Teichlosen 1, Landwehr | In Blatt 80 der Kurhannoverschen Landesaufnahme von 1776 als annähernd Süd-Nord verlaufende, etwa 1,6 km lange Linie verzeichnet, die im Norden nach Westen umknickt; dort wohl nur noch als Grenzlinie zwischen Acker- und Heideland aufzufassen. | 38987107 | BW   |

## Volkfien
| Lage                       | Bezeichnung           | Beschreibung | ID       | Bild |
| -------------------------- | --------------------- | --- | -------- | ---- |
| 53° 2′ 38″ N, 11° 2′ 17″ O | Volkfien 1, Grabhügel | Hügel in Form eines abgestumpften Kegels mit flachem Plateau, auf einer Düne aufgesetzt, Dm. 25 m; H nach N. ca. 3 m, nach S durch Abgrabung und weiter fallendes Gelände H. bis 5 m. Verwachsene Kuppenmulde und zahlreiche Holzkohleansammlungen (Reste rezenter Osterfeuer u.ä.) an der Oberfläche. Bei Grabungen am Hügel soll man im Inneren stets auf Steine gestoßen sein. Bei Anlage einer Fliegerabwehrstellung 1944 wurde rund um den Hügel ein Graben von etwa 80 cm Breite aufgeworfen; später wurde der Hügel durch eine Sandentnahme, besonders von NW her, angegraben. Die Fläche nordwestlich des Hügels ist jetzt planiert. | 28922896 | BW   |

## Wibbese
| Lage                        | Bezeichnung           | Beschreibung | ID       | Bild |
| --------------------------- | --------------------- | --- | -------- | ---- |
| 53° 3′ 14″ N, 10° 59′ 13″ O | Wibbese 6, Grabhügel  | Einziger erhaltener Grabhügel einer Gruppe von ehemals vier oder fünf Grabhügeln. Annähernd rund; Dm. ca. 10 m, H. bis 0,7 m, Gelände nach Norden weiter fallend. Pflanzfurchen vom südlichen bis zum zentralen Bereich. 1895 noch 2 m hoch. | 28922733 | BW   |
| 53° 3′ 57″ N, 10° 59′ 22″ O | Wibbese 10, Grabhügel | | 35852831 | BW   |
| 53° 3′ 13″ N, 10° 59′ 30″ O | Wibbese 12, Landwehr  | Grabhügelrest, ehemals annähernd rund, an allen Seiten abgetragen, besonders im Nordosten; Dm. noch ca. 9 m, H. bis 1,0 m. 1895 in bereits gestörtem Zustand noch 2 m hoch.                                                                  | 37861103 | BW   |